# Virachola dalyensis
Virachola dalyensis är en fjärilsart som beskrevs av Le Souff och Tindale 1970. Virachola dalyensis ingår i släktet Virachola och familjen juvelvingar. Inga underarter finns listade i Catalogue of Life.